# Tram van Kaliningrad
De tram van Kaliningrad (Russisch: Калининградский трамвай, Kaliningradski tramvaj) is een tramnet in Kaliningrad en het meest westelijke tramnet van Rusland. Tevens is het het enige nog bestaande tramnet in de Oblast Kaliningrad, het noordelijke deel van het vroegere Oost-Pruisen. Het is de oudste elektrische tram op het huidige grondgebied van Rusland. Samen met de tram van Pjatigorsk is het de enige tram van Rusland met meterspoor. Decennialang was de tram een belangrijk onderdeel van het stadsvervoer, maar het belang van de tramlijn is beperkt sinds het stadsbestuur in 1999 vrijwel alle lijnen sloot en verving heeft door bussen. Enkel de lijnen 3 en 5 rijden nog. 

## Geschiedenis

### Königsberger Straßenbahn AG
Op 26 mei 1881 opende de paardentram in het toenmalige Koningsbergen. Een tweede lijn opende al op 5 juni van dat jaar en op 29 juni een derde lijn. Begin 1882 werd dan een voorlopig laatste lijn in gebruik genomen. De paardentram werd uitgebaat door de Königsberger Pferdeeisenbahn-Gesellschaft
De paardentram ontwikkelde zich snel en het netwerk werd al snel uitgebreid. Op 15 november 1886 en 10 juni 1887 werden nog twee nieuwe lijnen in gebruik genomen. Tussen de beurs en de Brodbänkenstraße had de spoorwegmaatschappij een lus aangelegd die aan beide kanten verbonden was over de Köttelbrücke brug voorbij het stadhuis. In 1895 waren er dus vijf paardentreinen in Königsberg:
- Kronenstraße – Vorstadt – Kaiser-Wilhelm-Platz – Steindammer Tor
- Kronenstraße – Vorstadt – Kaiser-Wilhelm-Platz – Paradeplatz – Hintertragheim – Schützenhaus (Rhesastraße)
- Ost- und Südbahnhof – Vorstadt – Kaiser-Wilhelm-Platz – Münzplatz – Roßgärter Markt – Königstor
- Steindammer Tor – Münzplatz – Roßgärter Markt – Hinterroßgarten – Roßgärter Tor
- Steindamm/Poststraße – Steindammer Tor – Tiergarten – Julchental/Luisenwahl

Het lijnennet werd in de daaropvolgende jaren opnieuw ontworpen, zodat er na de opening van de verlenging van Königstor naar Kalthof op 17 augustus 1897 acht lijnen in bedrijf waren. Ondertussen had de stad Koningsbergen in 1895 de elektrische tram in gebruik genomen. Deze had geen spoorverbinding met de bestaande paardentram, omdat deze was gebouwd op meterspoor, terwijl de paardentram een normaalspoor had. Om een vergunning voor de elektrificatie te krijgen, eiste de stad dat de paardentramlijnen werden omgebouwd naar meterspoor. Het bedrijf weigerde dit en dus bleef de paardentram voorlopig in gebruik. Pas in 1900 stemde het bedrijf in met de ombouw en op 11 mei 1900 kon de eerste elektrische lijn met meterspoor in gebruik worden genomen. Het was de lijn van de Poststraße naar Hufen (restaurant Julchental), die tegelijkertijd werd verlengd naar Juditten via Amalienau en Ratshof. Op dezelfde dag werd een nieuwe lijn in gebruik genomen, die van de lijn Hufen aftakte bij Cranzer Bahnhof (later Nordbahnhof) en via de Beethovenstraße en Hermannsallee (later Hagenstraße) naar Hammer (Luisenallee) liep. Kort daarna werd de lijn van de Poststraße naar Schützenhaus ook geëlektrificeerd en omgeleid. De tram werd verwijderd van de weg Hinter Tragheim en werd omgeleid via Mittel Tragheim en de Schönstraße. Het trambedrijf werd op 1 april 1901 omgedoopt tot Königsberger Straßenbahn AG (KÖSAG).
Nadat de concessie van de paardenspoorwegen was verlopen, nam de stad op 18 juni 1901 de resterende paardenspoorwegen over, met uitzondering van de lijnen van de Poststraße naar Juditten en het Schützenhaus, die al opnieuw waren gekalibreerd en geëlektrificeerd. De overgebleven paardentrams werden vervolgens snel opnieuw gekalibreerd door de stad. Eind 1901 reden er voor het laatst paardentrams door de straten van Koningsbergen. De oude remise van de paardentram op de Heumarkt werd toen gesloten en er werd een nieuwe remise geopend op de lijn naar Hammer ter hoogte van de latere Hindenburgstraße. De KÖSAG en haar lijnen werden pas op 1 april 1909 eigendom van de stad. De lijnen werden geïntegreerd in het gemeentelijke netwerk.

### Städtische Straßenbahn
De opening van de gemeentelijke elektrische tramlijn in Koningsbergen vond plaats op 31 mei 1895. De eerste lijn liep van Pillauer Bahnhof (al in Duitse tijden gesloopt, gelegen aan Lizentgrabenstraße via Kaiser-Wilhelm-Platz, waar de paardentram overstak, naar de toenmalige Neuer Markt. De elektriciteitscentrale en de eerste remise van de elektrische tram bevonden zich hier in Mühlenberg. De lijn werd op 22 juni 1895 verlengd naar de Augustastraat, met het eindpunt ten noorden van de Königstraße aan de Friedrichstraße. Het bedrijf opereerde onder de naam Städtische Elektrische Straßenbahn Königsberg.
Vanaf 6 maart 1898 liep de tweede lijn van Oberlaak via Schmiedebrücke, Dom, Honigbrücke, Weidendamm, Hohe Brücke, Viehmarkt, Aweider Allee naar het slachthuis. Hier werd een tweede depot gebouwd aan de Schönfließer/Aweider Allee. Bovendien werd op 1 mei 1898 de lijn over de houten brug en de aftakking van Viehmarkt via Unterhaberberg en Alter Garten naar Brandenburger Tor geopend, waarop twee lijnen liepen, naar Neuer Markt en Kaiser-Wilhelm-Platz. Op 15 september 1899 werd de aftakking van de Sackheimer Straße naar de Sackheimer Tor in gebruik genomen. Op 8 augustus 1900 werd de lijn verlengd naar Brandenburger Tor via de Berliner Straße  naar de Schönbusch brouwerij.
In 1899 waren er vier elektrische tramlijnen in de stad, in 1902 waren het er acht, in 1904 elf en in 1927 waren er vijftien tramlijnen. Elke lijn had zijn eigen kenmerkende kleur en de lijnnummers werden pas in 1910 ingevoerd. Na de overname van de KÖSAG paardentramlijnen begon men meteen met het opnieuw meten en elektrificeren van deze lijnen. Dit werd voltooid op 21 december 1901 met de lijn van de Poststraße via Münzplatz en Königstor naar Kalthof.
Op 22 juni 1902 verlengde de stadstram zijn eerste lijn voorbij station Pillau langs Holländerbaum naar Cosse. In 1905 werden de nieuwe hoofdtramwerkplaats en een remise geopend in Cosse. Op 14 december 1906 opende de tram een nieuwe lijn van de Wrangelturm naar de Ottokarplatz in Maraunenhof, die op 14 mei 1913 werd verlengd naar het eindpunt Maraunenhof aan de Cranzer Allee. De lijn naar Schönbusch werd op 30 september 1908 verlengd naar station Ponarth. Naast deze lijnen werden er verschillende verbindingslijnen aangelegd in het historische stadscentrum.
De lijn van Unterlaak naar Oberlaak was al voor 1910 stilgelegd. Met de overname van KÖSAG in 1909 hernoemde de stad het bedrijf tot Elektrizitätswerke und Straßenbahn Königsberg AG.
In 1910 waren de volgende lijnen in gebruik:
- groen: Cosse – Holländerbaumtor – Lizentbahnhof – Laak – Kaiser-Wilhelm-Platz – Münchenhofplatz – Neuer Markt – Sackheimer Tor (elke 15 minuten)
- groen-wit: Lizentbahnhof – Laak – Kaiser-Wilhelm-Platz – Münchenhofplatz – Neuer Markt – Augusta-/Friedrichstraße (elke 15 minuten)
- wit met blauwe streep: Tiergarten – Cranzer Bahnhof – Steindammer Tor – Wrangelstraße – Mitteltragheim – Münzplatz – Schmiedebrücke – Dom – Honigbrücke – Weidendamm – Viehmarkt – Friedländer Tor – Rosenau/Schlachthof (elke 10 minuten)
- wit: Amalienau (Korinthenbaum) – Lawsker Allee – Tiergarten – Cranzer Bahnhof – Steindammer Tor – Poststraße – Kaiser-Wilhelm-Platz – Vorstadt – Unterhaberberg – Viehmarkt (elke 7 minuten)
- wit met rode strepen: Kaiser-Wilhelm-Platz – Vorstadt – Alter Garten – Brandenburger Tor – Nassengärter Tor – Schönbusch – Ponarth, Bahnhof (elke 10 minuten)
- geel-rood: Hammerweg – Tiergarten – Cranzer Bahnhof – Steindammer Tor – Poststraße – Münzplatz – Roßgärter Markt – Königstor (elke 7 minuten)
- blauw: Maraunenhof, Ottokarplatz – Wrangelturm – Schützenhaus – Mitteltragheim – Münzplatz (elke 20 minuten)
- groen-rood: Hauptbahnhöfe – Bahnhofstraße – Vorstadt – Kaiser-Wilhelm-Platz – Poststraße – Paradeplatz – Mitteltragheim – Schützenhaus – Roßgärter Tor – Roßgärter Markt – Neuer Markt – Münchenhofplatz – Holzbrücke – Weidendamm – Kaiserbrücke – Jahrmarktsplatz – Kaiserstraße – Hauptbahnhöfe (elke 7 minuten)
- groen met rode rand: Ringlinie in die entgegengesetzte Richtung (elke 7 minuten)
- geel: Hauptbahnhöfe – Bahnhofstraße – Vorstadt – Kaiser-Wilhelm-Platz – Münzplatz – Roßgärter Markt – Königstor – Kalthof (elke 7 minuten)
- blauw-geel: Hauptbahnhöfe – Kaiserstraße – Vorstadt – Kaiser-Wilhelm-Platz – Poststraße – Steindammer Tor – Cranzer Bahnhof – Samlandbahnhof – Beethovenstraße – Hermanns-/Luisenallee (elke 10 minuten)
- geel-wit: Poststraße – Steindammer Tor – Cranzer Bahnhof – Tiergarten – Markthalle – Bahnhof Mittelhufen – Hardershof – Bahnhof Vorderhufen – Samlandbahnhof – Cranzer Bahnhof – Steindammer Tor – Poststraße (elke 20 Minuten)
- rood: Juditten – Ratshof – Amalienau – Lawsker Allee – Tiergarten – Cranzer Bahnhof – Steindammer Tor – Poststraße (elke 20 minuten)

Na 1910 werd een aftakking geopend van de Hufenallee via de Claaßstraße naar de begraafplaatsen en werd de lijn naar de Hermannsallee (later Hagenstraße) verlengd naar Hammer. Sommige lijnen, namelijk de dwarsverbinding van Tiergarten naar Hardershof, de lijn naar de begraafplaatsen, de verbinding van de Poststraße via Schloßplatz, Dom naar Honigbrücke en de lijn in de Augustastraße, werden begin jaren 1920 weer gesloten.

### Tussen de Wereldoorlogen
In 1922 werd het trambedrijf omgedoopt tot Königsberger Werke und Straßenbahn GmbH. Na de eerder genoemde lijnsluitingen werden in 1924 de eerste nieuwe lijnen aangelegd, namelijk van Roßgärter Tor naar het crematorium en van Kalthof naar het vliegveld Devau. Na deze openingen liepen de volgende lijnen:
| Lijn | Route | Lengte (km) |
| ---- | --- | ----------- |
| 1    | Hauptbahnhöfe – Jahrmarktsplatz – Weidendamm – Mittelanger – Roßgärter Markt – Roßgärter Tor – Schützenhaus – Mitteltragheim – Paradeplatz – Poststraße – Kaiser-Wilhelm-Platz – Vorstadt – Hauptbahnhöfe (in beide richtingen) | 7,27        |
| 2    | Hauptbahnhöfe – Vorstadt – Kaiser-Wilhelm-Platz – Münzplatz – Roßgärter Markt – Königstor – Kalthof – Flughafen Devau | 5,55        |
| 3    | Hauptbahnhöfe – Vorstadt – Kaiser-Wilhelm-Platz – Poststraße – Steindammer Tor – Cranzer Bahnhof – Samlandbahnhof – Beethovenstraße – Hagenstraße – Hammer                                                                      | 5,96        |
| 4    | Viehmarkt – Unterhaberberg – Vorstadt – Kaiser-Wilhelm-Platz – Poststraße – Steindammer Tor – Cranzer Bahnhof – Tiergarten – Lawsker Allee – Amalienau                                                                          | 6,30        |
| 5    | Schlachthof/Rosenau – Friedländer Tor – Viehmarkt – Hohe Brücke – Weidendamm – Münchenhofplatz (Depot/E-Werk) | 2,80        |
| 6    | Hammerweg – Tiergarten – Cranzer Bahnhof – Steindammer Tor – Wrangelstraße – Mitteltragheim – Münzplatz – Roßgärter Markt – Königstor                                                                                           | 5,51        |
| 7    | Poststraße – Steindammer Tor – Cranzer Bahnhof – Tiergarten – Amalienau – Ratshof – Juditten | 6,71        |
| 8    | Münzplatz – Mitteltragheim – Schützenhaus – Wrangelturm – Maraunenhof | 4,34        |
| 9    | Lizentbahnhof – Laak – Kaiser-Wilhelm-Platz – Münchenhofplatz – Neuer Markt – Sackheimer Tor | 3,74        |
| 10   | Cosse – Lizentbahnhof – Laak – Kaiser-Wilhelm-Platz – Münchenhofplatz – Neuer Markt – Sackheimer Tor | 4,54        |
| 11   | Ponarth, Bahnhof – Schönbusch – Nasser Garten – Brandenburger Tor – Alter Garten – Vorstadt – Kaiser-Wilhelm-Platz | 5,50        |
| 12   | Poststraße – Steindammer Tor – Cranzer Bahnhof – Samlandbahnhof – Hardershof | 3,19        |
| 13   | Poststraße – Steindammer Tor – Cranzer Bahnhof – Samlandbahnhof – Beethovenstraße – Hagenstraße/Luisenallee | 3,12        |
| 15   | Roßgärter Markt – Roßgärter Tor – Krematorium | 3,31        |

In oktober 1926 werden de verlenging van lijn 11 naar Ponarth-West en de nieuwe lijn van de Kronenstraße via de Dirschauer Straße naar Ponarth-Ost in gebruik genomen. De route naar Ponarth-Ost werd geëxploiteerd door een nieuwe lijn 15, die daarheen reed vanaf Kaiser-Wilhelm-Platz. De vorige lijn 15 werd vervangen door een verlenging van lijn 8, die nu als een bijna-ringlijn van Maraunenhof via Münzplatz en Roßgärter Markt naar het crematorium liep (op slechts een paar honderd meter van het eindpunt Maraunenhof).
De volgende twee nieuwe lijnen werden in de herfst van 1927 geopend. De lijn naar Hammer werd verlengd naar de Kunstacademie, en vanaf de Wrangelstraße door de Samitter Allee werd op 7 december van dat jaar een nieuwe lijn naar Tragheimer Palve (eindpunt op de Fritzener Weg, ten noorden van de spoorbrug) in gebruik genomen. Lijn 13 liep nu naar de Academie voor Schone Kunsten, terwijl lijn 15 werd verlengd naar de Hagenstraße/Luisenallee. Een nieuwe lijn 14 liep van Tragheimer Palve via Mitteltragheim, Paradeplatz, Poststraße, Cranzer Bahnhof naar Hardershof. Tegelijkertijd werd lijn 4 verlengd naar Ratshof.
Het deel van lijn 5 tussen de Viehmarkt en de Lindenstraße/Kaiserbrücke werd in 1928 gesloten en lijn 5 werd opgeheven. De verlengde lijn 4 liep nu naar het slachthuis in Rosenau. Naast de nieuwe lijnen werden grote delen van het netwerk tegen 1938 dubbelsporig en in sommige gevallen op een eigen spoor naast de weg gelegd. De lijn naar Hammer werd bijvoorbeeld verplaatst van de Hagenstraße naar het parallelle spoor van de lijn Königsberg-Tilsit, die was ingevoerd in het nieuwe station Nordbahnhof en sinds de opening van de nieuwe stations niet meer werd gebruikt. Daarnaast werden keerlussen gebouwd in Hammer, Maraunenhof, Königstor, Schlachthof, Ponarth-Ost en Hammerweg.
Het netwerk onderging een grote vernieuwing op 19 september 1929, toen het nieuwe Hauptbahnhof ten zuiden van de voorstad werd geopend. Het was verbonden met het tramnetwerk met een viersporige lus vanaf de Kronenstraße aan beide zijden.Lijnen 1, 2 en 3, die voorheen eindigden bij de oude hoofdstations, reden nu naar het nieuwe hoofdstation, terwijl de oude lijnen door de westelijke Kaiserstraße en door de Bahnhofstraße naar de oude stations tegelijkertijd werden gesloten. Lijn 7 werd ook verlengd naar Maraunenhof via Paradeplatz en Schützenhaus om het stadscentrum vrij te maken van eindstations. 
In plaats daarvan reed lijn 8 van Tragheimer Palve via Mitteltragheim, Roßgarten naar het crematorium. Lijn 14 werd opgeheven. Lijn 12 werd verlengd via de buitenwijken naar het slachthuis; lijn 4, die daar eerder reed, reed nu ook naar het hoofdstation. Lijn 13 werd ook doorgetrokken naar het hoofdstation. Dit betekende dat alleen lijn 11 nog in het stadscentrum eindigde. Deze had echter een eindpunt in de Altstädtische Bergstraße, weg van de doorgaande routes. Met de opening van het nieuwe spoorwegknooppunt werd een nieuw station in gebruik genomen in Holländerbaum, dat het vergunningsstation verving en waar lijn 9 nu naartoe werd verlengd.
In 1930 werd ook het nieuwe station Nordbahnhof in gebruik genomen, met een driesporige keerlus aan de oostzijde, die ook belangrijk was voor speciaal beursverkeer. In 1931 werd lijn 13 opgeheven en werd lijn 15 verlengd naar de Kunstacademie. Achter het nieuwe hoofdstation, aan de Dirschauer Straße, werd in juli 1931 een nieuwe ruime remise voor de tram gebouwd, de enige die vandaag de dag nog voor de tram wordt gebruikt.
In 1933 werd de lijn naar Tragheimer Palve kortstondig verlengd naar Grünhoffer Weg. In september 1935 werd de Wrangelstraße verbreed en had nu ook tramsporen tussen de Fließstraße en de Nachtigallenweg. Bovendien werden er sporen geïnstalleerd in een nieuwe wegopening op het terrein van de voormalige kurassierskazerne in het noordelijke verlengde van de Mitteltragheimstraße. De verandering resulteerde in een verdere reorganisatie van het routenetwerk. Lijn 1 reed nu van het hoofdstation via de Kaiserstraße, Neuer Markt, Roßgärter Tor en Wrangelstraße naar Nordbahnhof. Lijn 5 werd nieuw geïntroduceerd en reed van het hoofdstation via Kaiser-Wilhelm-Platz, Paradeplatz, Mitteltragheim, Wrangelstraße naar Grünhoffer Weg. Lijn 8 reed nu van Ponarth-West via Kaiser-Wilhelm-Platz, Münzplatz naar het crematorium, terwijl lijn 11 werd opgeheven.
Kort daarna werd lijn 1 verlengd naar Hardershof en aangevuld met een nieuwe lijn 11, die van het hoofdstation naar de Hagenstraße/Luisenallee reed op dezelfde route. Alle lijnen reden nu elke 10 minuten, 's ochtends tot 8 uur, op zondag tot 12 uur elke 12 minuten, 's nachts elke 20 minuten. De trams reden van 5 uur 's ochtends tot 1.30 uur 's nachts. De laatste nieuwe lijn voor het uitbreken van de oorlog werd geopend op 4 mei 1938. Deze verbond de terminals Maraunenhof en Krematorium, zodat lijn 8 nu ook naar Maraunenhof reed. Tegelijkertijd verwisselden lijn 3 en 15 hun noordelijke eindpunten, zodat lijn 3 nu naar de Kunstakademie reed en lijn 15 naar Hammer.
Met deze wijzigingen was het volgende routenetwerk in gebruik op 4 mei 1938: 
| Lijn | Route | Lengte (km) |
| ---- | --- | ----------- |
| 1    | Hauptbahnhof – Jahrmarktsplatz – Weidendamm – Mittelanger – Roßgärter Markt – Roßgärter Tor – Wrangelstraße – Nordbahnhof – Hardershof                                                     | 8,08        |
| 2    | Hauptbahnhof – Vorstadt – Kaiser-Wilhelm-Platz – Münzplatz – Roßgärter Markt – Königstor – Kalthof – Flughafen Devau                                                                       | 5,92        |
| 3    | Hauptbahnhof – Vorstadt – Kaiser-Wilhelm-Platz – Poststraße – Steindammer Tor – Nordbahnhof – Beethovenstraße – Hagenstraße – Hammer – Kunstakademie                                       | 7,14        |
| 4    | Hauptbahnhof – Vorstadt – Kaiser-Wilhelm-Platz – Poststraße – Steindammer Tor – Nordbahnhof – Tiergarten – Lawsker Allee – Amalienau – Ratshof                                             | 6,72        |
| 5    | Hauptbahnhof – Vorstadt – Kaiser-Wilhelm-Platz – Poststraße – Paradeplatz – Mitteltragheim – Wrangelstraße – Tragheimer Palve – Grünhoffer Weg                                             | 6,12        |
| 6    | Hammerweg – Tiergarten – Nordbahnhof – Steindammer Tor – Wrangelstraße – Mitteltragheim – Münzplatz – Roßgärter Markt – Königstor                                                          | 5,57        |
| 7    | Maraunenhof – Wrangelturm – Mitteltragheim – Paradeplatz – Poststraße – Steindammer Tor – Nordbahnhof – Tiergarten – Amalienau – Ratshof – Juditten                                        | 10,72       |
| 8    | Ponarth-West – Bahnhof Ponarth – Schönbusch – Brandenburger Tor – Vorstadt – Kaiser-Wilhelm-Platz – Münzplatz – Roßgärter Markt – Roßgärter Tor – Krematorium – Maraunenhof                | 10,03       |
| 9    | Bf. Holländerbaum – Laak – Kaiser-Wilhelm-Platz – Münchenhofplatz – Neuer Markt – Sackheimer Tor                                                                                           | 3,74        |
| 10   | Cosse – Bf. Holländerbaum – Laak – Kaiser-Wilhelm-Platz – Münchenhofplatz – Neuer Markt – Sackheimer Tor                                                                                   | 4,57        |
| 11   | Hauptbahnhof – Jahrmarktsplatz – Weidendamm – Mittelanger – Roßgärter Markt – Roßgärter Tor – Wrangelstraße – Nordbahnhof – Beethovenstraße – Hagenstraße/Luisenallee                      | 7,62        |
| 12   | Rosenau/Schlachthof – Friedländer Tor – Viehmarkt – Unterhaberberg – Vorstadt – Kaiser-Wilhelm-Platz – Poststraße – Steindammer Tor – Nordbahnhof – Hardershof                             | 7,57        |
| 15   | Ponarth-Ost – Dirschauer Straße – (Hauptbahnhof) – Vorstadt – Kaiser-Wilhelm-Platz – Poststraße – Steindammer Tor – Nordbahnhof – Beethovenstraße – Hagenstraße – Hammer (– Kunstakademie) | 8,64        |

### Tijdens de Tweede Wereldoorlog
Na het uitbreken van de oorlog in 1939 werden enkele beperkingen van kracht. In hetzelfde jaar werden de lijnen 6 en 11 opgeheven zonder vervanging. De routes van beide lijnen werden bijna volledig gebruikt door andere lijnen, zodat alleen de route van Mitteltragheim naar de Münzplatz tijdelijk buiten dienst was. De spitsdiensten op de lijnen 9 en 12 verdwenen ook. De volgorde van de treinen werd verhoogd naar intervallen van 12 minuten gedurende de dag. Lijnen 9 en 10 werden samengevoegd tot lijn 9/10, waarbij slechts één derde rijtuig naar Cosse reed. Lijn 9/10 bleef echter de enige met een basisfrequentie van 10 minuten. De koppeling van lijnen 3 en 15, die voorheen alleen tijdens daluren plaatsvond, werd nu ook gedurende de hele dag ingevoerd. In de loop van 1940 werden de beperkingen weer opgeheven, alleen bleef de treinvolgorde (behalve voor de lijnen 9 en 10) 12 minuten en eindigde lijn 11 niet langer op het hoofdstation maar op de Münchenhofplatz.
Vanaf 1941 reden sommige lijnen overdag op verkorte routes en dan met een ander lijnnummer. Lijn 4 werd verlengd tot Juditten en lijn 7 eindigde in plaats daarvan op Ratshof. Deze lijn reed niet tijdens daluren; in plaats daarvan reed lijn 17 van Nordbahnhof naar Maraunenhof. Lijnen 1 en 5 reden ook niet meer in de daluren. Ze werden vervangen door lijnen 21 en 25. Lijn 21 reed van Nordbahnhof naar Hauptbahnhof op dezelfde route als lijn 1, terwijl lijn 25 pendelde tussen de keerlus Börse (om blokken heen via Börsenstraße, Körtebrücke, Rathaus en Brodbänkenstraße) en Grünhoffer Weg.
Koningsbergen bleef gespaard van bombardementen tot het noorden (ten noorden van de Wrangelstraße) van de stad werd gebombardeerd op 26 augustus 1941 en de hele oude stad in de nacht van 29 op 30 augustus, waarbij de tramlijnen in het gebied werden beschadigd of vernietigd. Na de eerste aanval was het netwerk weer volledig operationeel op 29 augustus; na de tweede duurde het tot 1 september voordat sommige buitenste trajecten weer in gebruik konden worden genomen. Vanaf Nordbahnhof waren dit de lijnen 4 naar Juditten, 12 naar Hardershof en 15 naar de Kunstakademie. In het zuiden reden de lijnen 8 naar Ponarth-West, 12 naar Rosenau en 15 naar Ponarth-Ost vanaf de kruising Alter Garten/Vorstadt. Vanaf 5 september konden in het noorden lijn 7 van Ratshof via de Wrangelstraße naar Maraunenhof en lijn 25 van Wrangelstraße naar Grünhoffer Weg weer rijden. Op 7 september reden de lijnen 12 en 15 voor het eerst weer in het stadscentrum nadat de route in Steindamm tot aan de Poststraße was gerepareerd. Op 11 september werd de doorgaande lijndienst met vijf lijnen via Kaiser-Wilhelm-Platz naar de buitenwijken hervat. Lijnen 3 en 4 reden toen naar het hoofdstation, lijnen 12 en 15 op hun oorspronkelijke routes en lijn 8 noordwaarts naar Nordbahnhof. De resterende lijnen bleven buiten dienst tot het einde van de oorlog.
In januari 1945 werden de tramdiensten opgeheven. De bombardementen hadden te grote schade aangericht.

### Ontwikkeling van 1945 tot 1994
Na de oorlog werd Koningsbergen een Russische stad en omgedoopt tot Kaliningrad. De Sovjet-Unie wilde de tramdiensten snel weer hervatten.  Op 7 november 1946 werden de diensten hervat op een ingekort netwerk, aanvankelijk van Laak (met een lijn naar de Cosse remise) via Kaiser-Wilhelm-Platz en Nordbahnhof naar Hufenallee. De lijn werd op 24 november verlengd tot Juditten. In de zomer van 1947 bestond het netwerk uit drie lijnen die via de blokomleiding in Laak draaiden. Lijn 1 reed vanaf daar via Steindamm naar Juditten, lijn 3 richting Hardershof (aanvankelijk niet tot aan het eindpunt) en lijn 2 reed via Münchenhofplatz en Weidendamm naar Kaiserbrücke. Lijn 2 reed ook van de remise Dirschauer Straße naar de Viehmarkt. De lijnen die eindigden in Laak werden geëxploiteerd vanuit de Cosse remise. In augustus kon lijn 2 ononderbroken van Laak via Weidendamm naar Dirschauer Straße rijden nadat een nieuwe lijn was aangelegd van Kaiserbrücke naar Viehmarkt via Hohe Brücke, die al tot 1928 bestond. Lijn 4 werd op 15 september toegevoegd en reed van Laak via Münzplatz, Roßgärter Markt naar Königstor. Vanaf 1 oktober reed lijn 5 van Laak via Weidendamm naar het slachthuis. Op 7 november werd lijn 3 verlengd naar het theater in Hardershof en pas in 1960 werd het oude eindpunt weer bereikt. Op dit net reden 129 gerestaureerde trams (ter vergelijking: in Koningsbergen reden in 1939 251 trams).
Ondertussen werden ook andere lijnen heropend, zodat de tramlijnen uit de Duitse tijd - met enkele aanpassingen - in wezen tot in het recente verleden in gebruik zijn gebleven, ook al zijn de afzonderlijke routes gewijzigd.
Alleen in het voormalige stadscentrum, dat tijdens de Tweede Wereldoorlog volledig werd verwoest, zijn sommige lijnen verwijderd of verplaatst. De sporen over de voormalige Paradeplatz werden verwijderd zonder vervanging. De lijn in Steindamm (tegenwoordig Leninski-Prospekt) en naar de Tragheimer Palve werden gerestaureerd. De voormalige terminals Cosse en Sackheimer Tor konden ook niet meer met de tram worden bereikt. Van de route van de voormalige lijn 10 werd alleen het gedeelte vanaf de ingang van de hoofdwerkplaats in Cosse oostwaarts naar de Neuer Markt hersteld.
Na de oorlog werden slechts enkele opmerkelijke uitbreidingen van het tramnet uitgevoerd. Al voor 1950 werden de aansluiting van de voormalige eindpunten Ponarth-West en Ponarth-Oost en, in de jaren 1950, de aftakking van de Contiener Weg (toen Transportnaja ul.) naar de Jantar scheepswerf (vroeger Schichau scheepswerf) in gebruik genomen. Het volgende lijnennet was dus in mei 1960 in bedrijf (huidige plaatsnamen, Duitse plaatsnamen tussen haakjes):
| Lijn | Route |
| ---- | --- |
| 1    | Lesnaja Alleja (Juditten) – Kalinin-Kulturpark (Ratshof) – Nordbahnhof – ul. Tschernjachowskogo (Wrangelstraße) – ul. Thälmanna (Herzog-Albrecht-Allee) – Maraunenhof |
| 2    | Kalinin-Kulturpark (Ratshof) – Nordbahnhof – ul. Tschernjachowskogo (Wrangelstraße) – Proletarskaja ul. (Mitteltragheim) – ul. Schewtschenko (Münzplatz/Poststraße) – Zentralnaja pl. (Kaiser-Wilhelm-Platz) – Leninskij pr. (Kneiphöfsche Langgasse, Vorstadt, Kronenstraße) – Kijewskaja ul. (Dirschauer Straße) – Ponarth – Transportnaja ul. – Jantar-Werft (Schichau-Werft) |
| 4    | Kalinin-Kulturpark (Ratshof) – Nordbahnhof – ul. Tschernjachowskogo (Wrangelstraße) – pl. Marschala Wasilewskogo (Roßgärter Tor) – Klinitscheskaja ul. (Hinterroßgarten) – ul. Frunse (Königstraße) – ul. Jurija Gagarina (Labiauer Straße) – Flughafen Devau |
| 5    | Theater (Hardershof) – Sowjetskij pr. (Fuchsberger Allee) – Nordbahnhof – ul. Tschernjachowskogo (Wrangelstraße) – pl. Marschala Wasilewskogo (Roßgärter Tor) – Klinitscheskaja ul. (Hinterroßgarten) – Oktjabrskaja ul. (Lindenstraße, Weidendamm) – ul. Dzerschinskogo (Friedländer Torplatz) – Alleja Smelych (Aweider Allee) – Fleischkombinat (Schlachthof)                 |
| 6    | Bassejnaja ul. (Kunstakademie) – ul. Kirowa (Beethovenstraße) – Nordbahnhof |
| 8    | Hauptwerkstatt Cosse (in der Magnitnaja ul.) – ul. Prawaja Nabereschnaja (Holsteiner Damm) – Moskowskij pr. (Unterlaak, Altstädtische Langgasse) – Zentralnaja pl. (Kaiser-Wilhelm-Platz) – Oktjabrskaja ul. (Lindenstraße, Weidendamm) – ul. Dzerschinskogo (Friedländer Torplatz) – Alleja Smelych (Aweider Allee) – Fleischkombinat (Schlachthof)                             |
| 9    | ul. Thälmanna (Maraunenhof) – ul. Aleksandra Newskogo (Cranzer Allee) – pl. Marschala Wasilewskogo (Roßgärter Tor) – Klinitscheskaja ul. (Hinterroßgarten) – ul. Schewtschenko (Münzplatz/Poststraße) – Leninskij pr. (Kneiphöfsche Langgasse, Vorstadt) – ul. Bagrationa (Alter Garten) – ul. A. Suworowa (Berliner Straße) – Transportnaja ul. – Jantar-Werft                  |
| 10   | Fleischkombinat (Schlachthof) – Alleja Smelych (Aweider Allee) – ul. Dzerschinskogo (Friedländer Torplatz) – ul. Bagrationa (Unterhaberberg) – Leninskij pr. (Kronenstraße) – Kijewskaja ul. (Dirschauer Straße) – Kinoteatr Rodina (Ponarth-Ost) |

In augustus 1970 werd de lijn door ul. Kirowa gesloten en in plaats daarvan werd een nieuwe lijn geopend in het oostelijke verlengde van de spoorlijn, die werd gebruikt door de treinen in de richting van Hammer. Door de verbouwing van het kruispunt bij Zentralplatz (voorheen Kaiser-Wilhelm-Platz) werden de regelmatige diensten naar de hoofdwerkplaats van Cosse stopgezet, zodat hier alleen nog werkplaatsritten werden uitgevoerd. Daarom werd de lijn in juli 1972 omgebouwd. Het tweede spoor werd verwijderd en de lijn werd verplaatst, aangezien de kronkelige route door de stad door Laak zou worden gesloopt. Als gevolg daarvan werden sommige wegen op deze doorgaande weg overbouwd. Verdere routecorrecties werden noodzakelijk door de omlegging van de vroegere Steindammstraat in het gebied van het voormalige kasteel en de bouw van de nieuwe verhoogde brug over het Kneiphofeiland, die op 5 november 1972 werd voltooid. Tegelijkertijd werd de lijn door de voormalige weg Mitteltragheim ook afgesloten.
Op 6 juli 1973 werd de lijn Hardershof een paar honderd meter naar het westen verlengd naar een nieuw eindpunt aan ul. Marschala Borsowa, waar een prefab woonwijk was gebouwd. De tramlijn van Roßgärter Tor naar ul. Frunse (voorheen Königstraße) werd op 16 augustus 1974 verplaatst naar het oosten. De oude lijn werd pas op 13 november 1974 gesloten. De lijn door Mittelanger werd in 1975 gesloten.
Vanaf 6 december 1994 reden de lijnen over de Hoge Brug en zwenkten ze door Bolsjaja Pesochnaya ul. toen een nieuwe, hogere brug in gebruik werd genomen. De volgende lijnen waren nu in gebruik:
| Lijn | Route |
| ---- | --- |
| 1    | ZBS-2 (Juditten) – st. Oktjabrskaja (Ratshof) – Nordbahnhof – ul. Tschernjachowskogo (Wrangelstraße) – ul. Thälmanna (Herzog-Albrecht-Allee) – Maraunenhof |
| 2    | ul. Bassejnaja (Kunstakademie) – Sowjetskij prospekt (Fuchsberger Allee) – Nordbahnhof – Leninskij pr. (Steindamm, Kneiphöfsche Langgasse, Vorstadt, Kronenstraße) – Kijewskaja ul. (Dirschauer Straße) – Ponarth – Transportnaja ul. – Jantar-Werke (Schichau-Werft) |
| 4    | st. Oktjabrskaja (Ratshof) – Nordbahnhof – ul. Tschernjachowskogo (Wrangelstraße) – pl. Marschala Wasilewskogo (Roßgärter Tor) – ul. 9 Aprelja – ul. Frunse (Königstraße) – ul. Jurija Gagarina (Labiauer Straße) – ul. Orudijnaja (Devau) |
| 5    | ul. Marschala Borsowa (Hardershof-West) – Sowjetskij pr. (Fuchsberger Allee) – Nordbahnhof – ul. Tschernjachowskogo (Wrangelstraße) – pl. Marschala Wasilewskogo (Roßgärter Tor) – ul. 9 Aprelja – Moskowskij pr. (Lutherstraße) – Oktjabrskaja ul. (Lindenstraße, Weidendamm) – ul. Dzerschinskogo (Friedländer Torplatz) – Alleja Smelych (Aweider Allee) – Fleischkombinat (Schlachthof) |
| 6    | Bassejnaja ul. (Kunstakademie) – Sowjetskij pr. (Fuchsberger Allee) – Nordbahnhof – ul. Tschernjachowskogo (Wrangelstraße) – ul. Gorkogo (Samitter Allee) – Zeljonaja ul. (Grünhoffer Weg) |
| 7    | Fleischkombinat (Schlachthof) – Alleja Smelych (Aweider Allee) – ul. Dzerschinskogo (Friedländer Torplatz) – ul. Bagrationa (Unterhaberberg) – Leninskij pr. (Kronenstraße) – Kijewskaja ul. (Dirschauer Straße) – Ponarth – Transportnaja ul. – Jantar-Werke (Schichau-Werft) |
| 8    | ul. Thälmanna (Maraunenhof) – ul. Aleksandra Newskogo (Cranzer Allee) – pl. Marschala Wasilewskogo (Roßgärter Tor) – ul. 9 Aprelja – Moskowskij pr. (Lutherstraße) – Oktjabrskaja ul. (Lindenstraße, Weidendamm) – Bolschaja Pesotschnaja ul. – ul. Bagrationa (Unterhaberberg) – Leninskij pr. (Kronenstraße) – Kijewskaja ul. (Dirschauer Straße) – Ponarth – Gagarin-Park                |
| 9    | ul. Orudijnaja (Devau) – ul. Jurija Gagarina (Labiauer Straße) – ul. Frunse (Königstraße) – ul. 9 Aprelja – Moskowskij pr. (Lutherstraße) – Oktjabrskaja ul. (Lindenstraße, Weidendamm) – Bolschaja Pesotschnaja ul. – ul. Bagrationa (Unterhaberberg, Alter Garten) – ul. A. Suworowa (Berliner Straße) – Transportnaja ul. – Jantar-Werke (Schichau-Werft)                                |
| 10   | Zeljonaja ul. (Grünhoffer Weg) – ul. Gorkogo (Samitter Allee) – ul. Tschernjachowskogo (Wrangelstraße) – pl. Marschala Wasilewskogo (Roßgärter Tor) – ul. 9 Aprelja – ul. Schewtschenko (Münzplatz/Poststraße) – Leninskij pr. (Kneiphöfsche Langgasse, Vorstadt, Kronenstraße) – Südbahnhof                                                                                                |

### Ontwikkeling sinds 1994

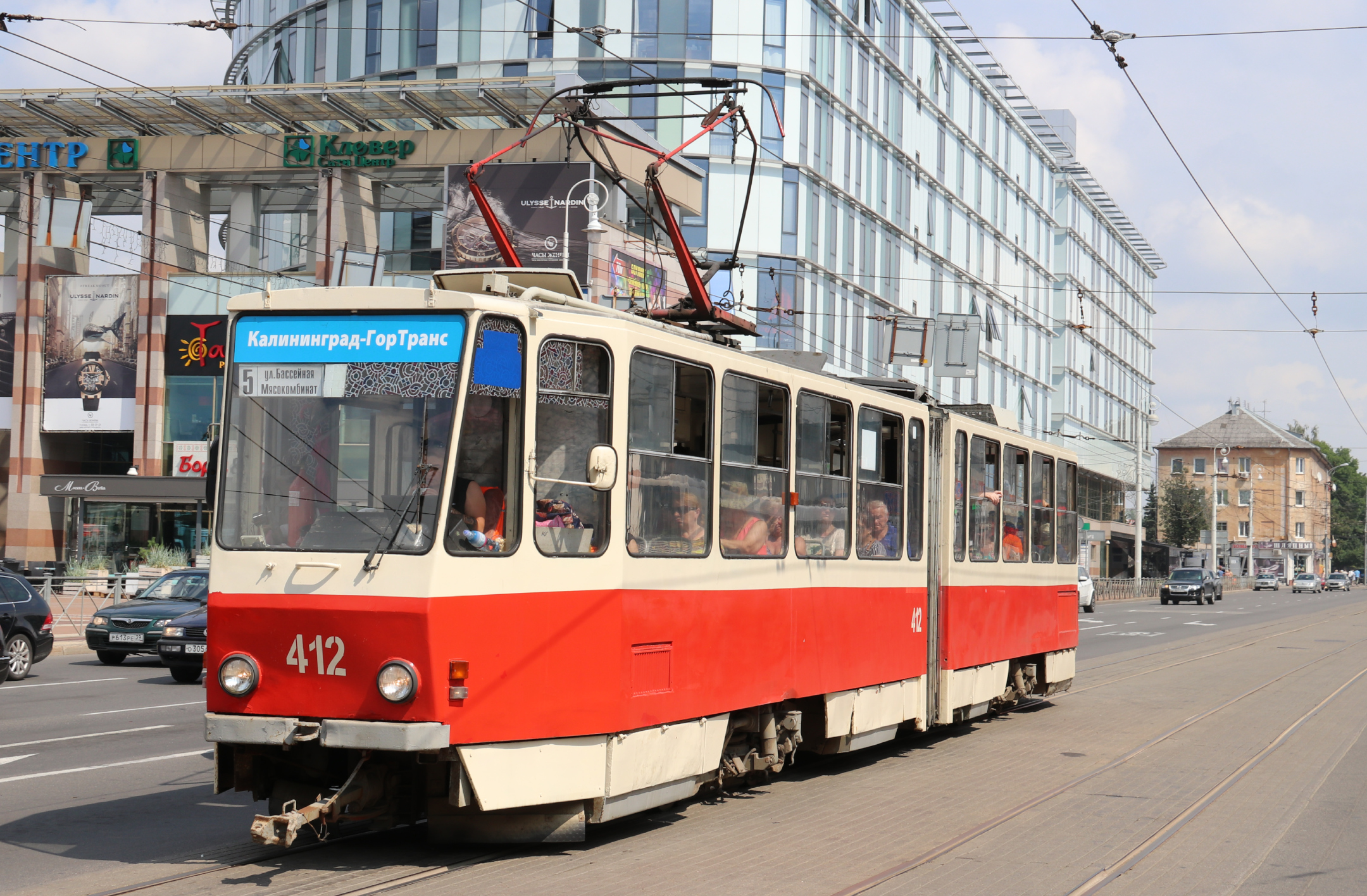
Tram 412 op lijn 5 (2018)

In tegenstelling tot andere steden in Rusland overleefde de tram in Kaliningrad de Russische economische crisis van de jaren 1990 zonder verliezen. Er werden geen lijnen gesloten en hoewel de vloot niet werd vernieuwd, ondergingen de oude voertuigen tenminste een algemene revisie. In juni 1997 werden dertig tramstellen van de tram van Halle overgenomen. 
Sinds het begin van de 21e eeuw is de tram in Kaliningrad volgens plan uit het straatbeeld verwijderd. Tegelijkertijd werd het spoorwegnet op sommige trajecten gerenoveerd. Het algemene plan van Kaliningrad voorzag de ontwikkeling van de tram in de toekomst. De toekomst van de tram in Kaliningrad is daarom dubbelzinnig. Het uitdunnen van het lijnennet begon in 1999 toen lijn 7 werd opgeheven, maar deze maatregel hield geen sluiting van lijnen in. Vanaf ongeveer 2001 diende een nieuwe lijn 3  als vervanging, die in 2004 weer werd opgeheven toen de lijn tussen Contiener Weg en Ponarth-West werd gesloten. Lijn 10 werd in 2001 opgeheven, waardoor alleen lijn 6 naar de voormalige Grünhoffer Weg overbleef. De lijn van Lenin-Prospekt werd toen opgeheven.
In 2005 werd de lijn van Roßgärter Tor (pl. Marschala Wasilewskogo) naar Maraunenhof (lijn 8) gesloten, op 27 februari 2006 gevolgd door de lijn naar Grünhoffer Weg (ul. Zeljonaja) (lijn 6) en op 1 april 2006 door de lijn naar Hardershof (lijn 5). Het korte stuk van Hammerteich naar ul. Bassejnaja (lijn 2) en het stuk van Ratshof naar Juditten (lijn 1) werden ook in 2006 opgeheven. Tot slot werd in 2008 het traject van de Roßgärter Markt naar Devau gesloten (lijnen 4 en 9). In 2009 werd de hoofdwerkplaats van de spoorwegen verplaatst naar de remise Dirschauer Straße, zodat de lange enkelsporige lijn van Moskau-Prospekt via Laak naar Cosse ook kon worden gesloten.

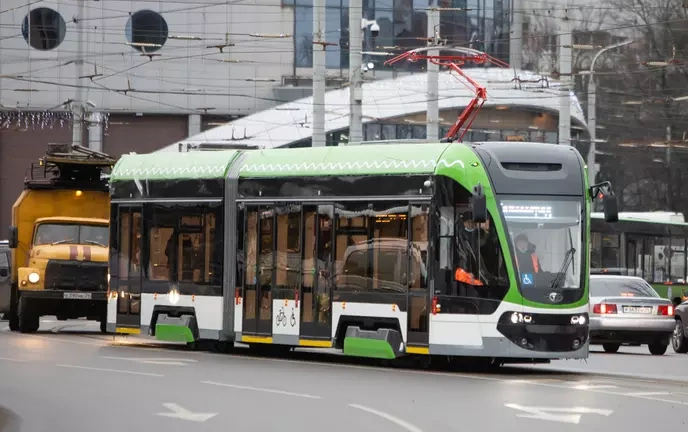
Korsar 71-921 op een testrist op 14 januari 2021

Dit werd in 2010 gevolgd door de route van Alter Garten via Brandenburger Tor naar Jantar-Werft (lijn 9), de routes van de remise in Lenin-Prospekt (voorheen Dirschauer Straße) naar Ponarth (lijnen 2 en 8) en van Siegesplatz via Lenin-Prospekt naar Unterhaberberg (lijn 2) en in 2012 de route van Nordbahnhof naar Ratshof en van Wrangelstraße naar Maraunenhof (beide lijn 1). Lijn 3 van Hammer naar Südbahnhof via Roßgarten werd opgezet om de opgeheven lijn 2 te vervangen. Na deze sluitingen was alleen de lijn van Hammer via Nordbahnhof, Roßgärter Tor, Straße des 9. April, Hohe Brücke naar Schlachthof en de aftakking naar Südbahnhof nog in gebruik. Het traject in de Oktyabrskaja-straat (voorheen Lindenstraat) en over de Hoge Brug werd tussen 2006 en 2010 grondig gerenoveerd. Lijn 3 werd op 25 juni 2015 ook opgeheven, zodat momenteel (2020) alleen lijn 5 nog rijdt. De route naar Südbahnhof wordt niet meer gebruikt voor reguliere diensten, maar blijft in gebruik als lijn naar de enige remise van de tram in ul. Lijn 3 tussen Zuidstation en Kalinin Cultuurpark zou op 9 mei 2022 openen, maar ging pas op 5 december 2022 open.

## Lijnen
| Linie | Streckenführung |
| ----- | --- |
| 3     | Station Kaliningrad Passazjirski – Lenin-Prospekt – Hotel Kaliningrad – Plosjtsjad Pobedy – Kalinin-Kulturpark |
| 5     | ul. Bassejnaja (Hammer) – Sowjetskij prospekt (Fuchsberger Allee) – Nordbahnhof – ul. Tschernjachowskogo (Wrangelstraße) – pl. Marschala Wasilewskogo (Roßgärter Tor) – ul. 9 Aprelja – Moskowskij pr. (Lutherstraße) – Oktjabrskaja ul. (Lindenstraße, Weidendamm) – ul. Dzerschinskogo (Friedländer Torplatz) – Alleja Smelych (Aweider Allee) – Fleischkombinat (Schlachthof) |